# Mouzon (Ardenne)
Mouzon è un comune francese di 2 411 abitanti situato nel dipartimento delle Ardenne nella regione del Grand Est.

## Società

### Evoluzione demografica
Abitanti censiti